# Amnezija
Amnezija je stanje, ko je spomin moten. Vzroki za amnezijo so lahko organski (poškodba možganov ali uporaba zdravil, običajno pomirjeval) ali funkcionalni, kot so obrambni mehanizmi pri post-travmatskem sindromu. 